# Areia Branca (Rio Grande do Norte)
Areia Branca é um município brasileiro localizado no litoral norte do estado do Rio Grande do Norte, localizado na região da Costa Branca. Na cidade encontra-se a Ponta do Mel, onde o sertão encontra o mar. Por estar na foz dos rios Mossoró, Apodi-Mossoró e Ivypanin, os quais se intercedem nos extremos da cidade e, juntamente ao Oceano Atlântico, circundam-na, Areia Branca caracteriza-se como uma ilha.
Encontra-se a 330 km da capital do estado, Natal, e tal qual sugerido pelo seu nome, a cidade de Areia Branca é conhecida pelas suas belas praias paradisíacas de areias brancas, dunas e falésias, além de uma porção territorial dominada pelo sertão, apresentado uma das mais ricas e variáveis formações geográficas do estado do Rio Grande do Norte. Areia Branca também é lembrada pela sua massiva produção de sal, a qual rendeu-lhe o título de "Terra do Sal".

## Geografia

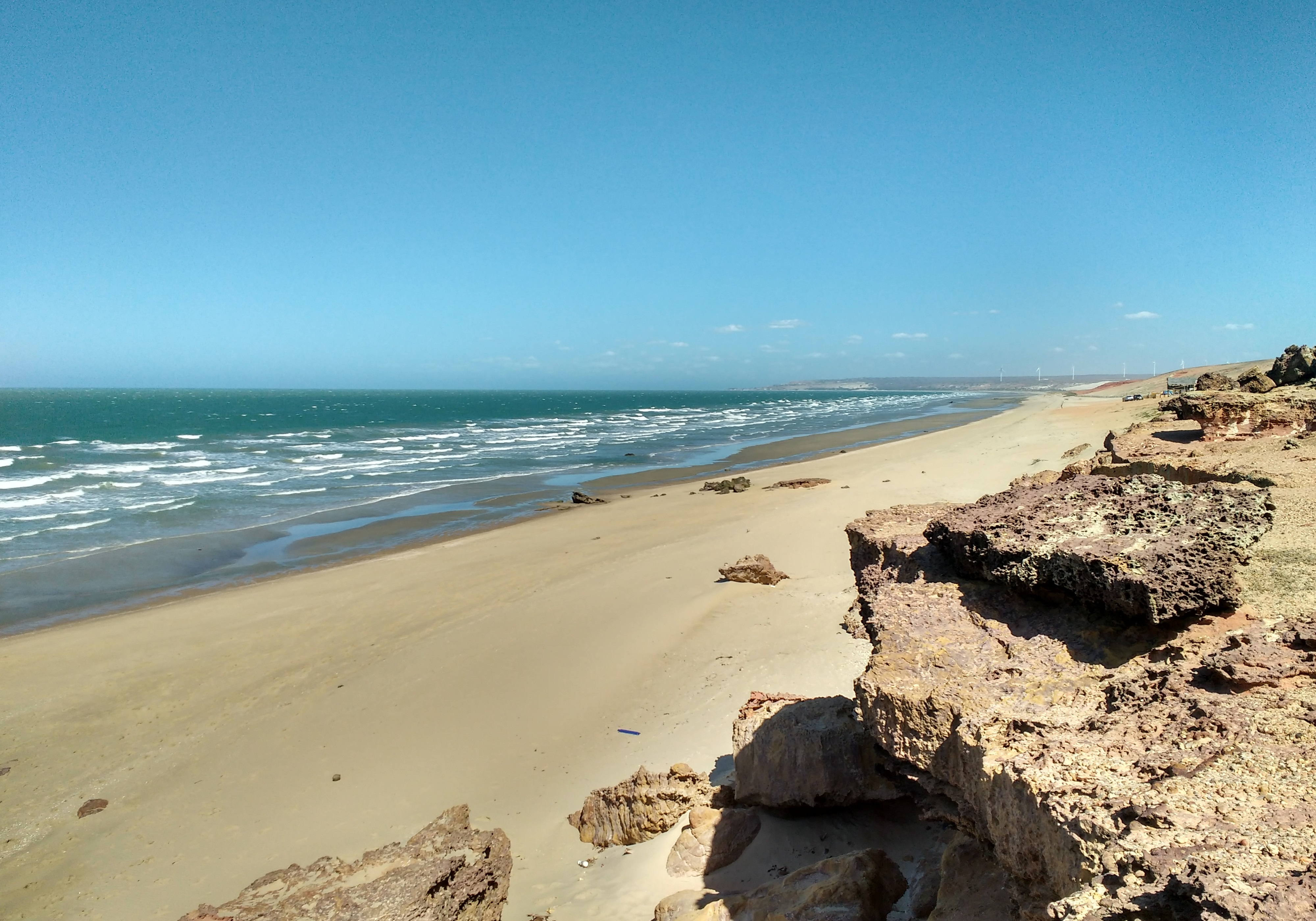
Praia de São Cristóvão

Banhado pelo Oceano Atlântico a norte, Areia Branca possui a segunda maior costa litorânea dentre os municípios potiguares, com 39,3 km de praias. Limita-se a sul e leste com Porto do Mangue e Serra do Mel e a oeste com Grossos e Mossoró. Seu território ocupa 342,749 km² de área (0,649% da superfície estadual), dos quais 6,5913 km² constituem áreas urbanas. A cidade está a 325 km da capital estadual, Natal, e a 2 332 km de Brasília, capital federal.
O relevo do município é formado pela planície costeira, coberta pelas restingas e caracterizada pela presença de dunas de areia e quartzo modeladas pela ação eólica, e sucedida pelos tabuleiros costeiros ou planaltos rebaixados, ocorrendo também as planícies fluviais nas margens dos rios. Na geologia, o território de Areia Branca está na área de influência do Grupo Barreiras, constituído por arenitos intercalados por argila, provenientes do período Terciário, há cerca de trinta milhões de anos. No estuário do rio Apodi está a planície fluviomarinha, constituída pelos aluviões e coberta por manguezais.
O solo predominante é o latossolo do tipo vermelho-amarelo, no interior do município. Na área costeira estão as areias quartzosas ou neossolos, enquanto às margens do rio Apodi-Mossoró ocorrendo também os solos podzólicos vermelho-amarelos quanto o solonetz, chamados, respectivamente, de luvissolo e planossolo no atual Sistema Brasileiro de Classificação de Solos. Esses solos são cobertos, em sua maioria, por espécies do bioma da Caatinga, que inclui as restingas e os mangues. Em Areia Branca está a foz do rio Apodi-Mossoró, que constitui o limite natural com o município de Grossos.
Mesmo sendo um município litorâneo, Areia Branca possui clima semiárido, com índice pluviométrico de 600 mm/ano. De acordo com a Empresa de Pesquisa Agropecuária do Rio Grande do Norte (EMPARN), que possui dados pluviométricos da cidade desde 1911, o maior acumulado de chuva em 24 horas atingiu 271,2 mm em 16 de abril de 1935, seguido por 195,4 mm em 7 de fevereiro de 1937 e 195,2 mm em 17 de abril de 1974.
| Dados climatológicos para Areia Branca (1910-2020) | Dados climatológicos para Areia Branca (1910-2020) | Dados climatológicos para Areia Branca (1910-2020) | Dados climatológicos para Areia Branca (1910-2020) | Dados climatológicos para Areia Branca (1910-2020) | Dados climatológicos para Areia Branca (1910-2020) | Dados climatológicos para Areia Branca (1910-2020) | Dados climatológicos para Areia Branca (1910-2020) | Dados climatológicos para Areia Branca (1910-2020) | Dados climatológicos para Areia Branca (1910-2020) | Dados climatológicos para Areia Branca (1910-2020) | Dados climatológicos para Areia Branca (1910-2020) | Dados climatológicos para Areia Branca (1910-2020) | Dados climatológicos para Areia Branca (1910-2020) |
| Mês                                                | Jan                                                | Fev                                                | Mar                                                | Abr                                                | Mai                                                | Jun                                                | Jul                                                | Ago                                                | Set                                                | Out                                                | Nov                                                | Dez                                                | Ano                                                |
| -------------------------------------------------- | -------------------------------------------------- | -------------------------------------------------- | -------------------------------------------------- | -------------------------------------------------- | -------------------------------------------------- | -------------------------------------------------- | -------------------------------------------------- | -------------------------------------------------- | -------------------------------------------------- | -------------------------------------------------- | -------------------------------------------------- | -------------------------------------------------- | -------------------------------------------------- |
| Precipitação (mm)                                  | 44,9                                               | 87,1                                               | 155,6                                              | 167,3                                              | 81,8                                               | 31,7                                               | 16,8                                               | 2,7                                                | 1,8                                                | 0,6                                                | 1,8                                                | 7,7                                                | 599,8                                              |